# Cornière
Pour les articles homonymes, voir Cornière (homonymie).
Une cornière est une moulure en bois, en carton ou un profilé en métal dont la section forme un L, quelle qu'en soit la destination. Toutefois en construction métallique, les cornières sont normalisées.
Les côtés de la cornière sont appelés ailes.

## Fabrication et usage
Pour les charpentes métalliques, il s'agit de produits sidérurgiques en acier fabriqués soit :
- par laminage (compression) à chaud ;
- par pliage à froid à partir de tôles minces (pour de petites sections, dites à parois minces)[2].

Elles sont destinées à la fabrication d’éléments de construction assemblés ou soudés. On les rencontre notamment dans la composition des treillis ou des contreventements.
Dans l'univers de l'emballage, les cornières carton, comme les Gunther, ont un rôle de protection des angles, stabilisation des charges sur palette, renfort de gerbage, comme pour l'électroménager ou on peut empiler jusqu'à 7 produits les uns sur les autres lors du stockage. Ces cornières sont utilisés dans tout type d'industrie et sont très présentes pour les transports agricoles.
Les cornières peuvent être à ailes égales ou inégales et aussi poly-formes, ce qui permet une pose circulaire.

## Dimensions

Cornière à ailes égales

Cornière à ailes inégales

Les dimensions des cornières pour charpentes métalliques sont normalisées au niveau européen avec la norme EN 10056-1 de 1998.
À titre d'exemple, les dimensions des plus petites et plus grandes cornières sont données ci-après.

### Cornières à ailes égales
| Largeur 1 (mm) | Largeur 2 (mm) | Épaisseur (mm) | Poids (kg/m) |
| -------------- | -------------- | -------------- | ------------ |
| 16             | 16             | 3              | 0,69         |
| 20             | 20             | 3              | 0,88         |
| 25             | 25             | 3              | 1,12         |
| 30             | 30             | 3              | 1,36         |
| 250            | 250            | 26             | 97           |
| 250            | 250            | 27             | 101          |
| 250            | 250            | 28             | 104          |
| 250            | 250            | 35             | 128          |

### Cornières à ailes inégales
| Largeur 1 (mm) | Largeur 2 (mm) | Épaisseur (mm) | Poids (kg/m) |
| -------------- | -------------- | -------------- | ------------ |
| 30             | 20             | 3              | 1,12         |
| 65             | 20             | 3,5            | 1,43         |
| 40             | 25             | 4              | 1,93         |
| 45             | 30             | 4              | 2,24         |
| 200            | 100            | 10             | 23           |
| 200            | 100            | 12             | 27,3         |
| 200            | 100            | 14             | 31,6         |